# Opuntia elizondoana
Opuntia elizondoana là một loài thực vật có hoa trong họ Cactaceae. Loài này được E. Sanchez M. & Villasenor mô tả khoa học đầu tiên năm 1994.